# Метапневмовірусна інфекція
Метапневмовірусна інфекція (англ. metapneumovirus infection) — хвороба з групи ГРВІ, яка характеризується найчастіше звичайними симптомами ГРВІ, але при певних ситуаціях розвиваються тяжкі ураження нижніх дихальних шляхів у осіб з категорій ризику.

## Історичні відомості
Людський метапневмовірус був вперше виявлено в 2001 році Б. ван Хуген зі співавторами в Нідерландах. Хоча є обґрунтовані припущення, що людський метапневмовірус мутував від пташиного, але є серологічні докази того, що людський метапневмовірус був широко поширений у людській популяції принаймні з 1958 року. Поширення цього вірусу виявлене на всіх континентах, окрім Антарктиди. Він є причиною до 5 % ГРВІ та 12 % пневмоній у людей до 20-річного віку. Первинне зараження відбувається в ранньому дитинстві і у більшості дітей сероконверсія відбувається вже до 5 років. Серопозитивність наближається до 100 % у віці 10 років у різних популяціях.

## Етіологія
Метапневмовірус людини класифікується до роду Метапневмовірус, підродини Pneumovirinae родини Paramyxoviridae. Цей вірус найтісніше генетично пов'язаний з пташиним метапневмовірусом (вірусом ринотрахеїту індичок) і респіраторно-синцитіальним вірусом. Метапневмовірус людини на даний момент єдиний серед метапневмовірусів, для якого встановлено ураження людини, є РНК-вмісним вірусом, має 2 основні групи (А і В) і 4 підгрупи. Виявлено також наявність штамів вірусу.

## Епідеміологічні особливості
Епідеміологічний ланцюг метапневмовірусної інфекції схожій з таким при респіраторно-сінцитіальній. Дослідження також показали, що зараження метапневмовірусом з тяжкими наслідками часто відбувається в реципієнтів стовбурових клітин, при пересадці легеневої тканини.
У помірному кліматі більшість випадків метапневмовірусної інфекції відбуваються взимку і навесні. Пік вірусної активності в тропічних регіонах припадає на період весняних та літніх місяців. Фактори ризику розвитку тяжкого захворювання ймовірно й ті ж, що й при інших ГРВІ: недоношеність, хвороби серця і легенів, імунна компрометація. Повторні захворювання відбуваються протягом усього дорослого життя, і метапневмовірусна інфекція відбувається у 9% дорослих щорічно. У субтропічному і тропічному кліматі більшість випадків відбувається влітку.

## Патогенез
Мізерність даних наразі обумовлена нетривалим терміном досліджень цієї хвороби. Виявлено, що метапневмовірусна інфекція спричинює низький рівень цитокінової відповіді. Шимпанзе є єдиними тваринами, яких вдалось заразити хворобою. Проведені дослідження показують, що пік вірусного навантаження відбувається на 4-5 день після зараження. Підвищення вірусного навантаження корелює з підвищенням температури тіла, збільшенням використання бронходилататорів і тривалості госпіталізації захворілих, незалежно від віку та фону.

## Клінічні прояви
Зараження людини метапневмовірусом спричинює широкий спектр респіраторних проявів, від легких до тяжких. Характеризується гострим або рідше підгострим початком, поєднанням катаральних проявів (кашель, нежить тощо), симптомів інтоксикації (гарячка, ломота в тілі), задишки, фізикальних змін у легенях, рідше дисфункцією з боку шлунково-кишкового тракту. Часто у дорослих відбувається бронхіт чи пневмонія. Її перебіг у дітей має деякі вікові особливості: до 1 року часто бронхіоліт, що супроводжується експіраторною задишкою й бронхообструкцією, у старших 3 років — переважають симптоми інтоксикації та висока гарячка.

## Ускладнення
Нерідко при цьому трапляється загострення бронхіальної астми, хронічної обструктивної хвороби легень. Гострий середній отит виникає переважно у дітей.

## Діагностика
Для ідентифікації збудника використовують імуноферментний аналіз (ІФА) для дослідження крові на наявність антитіл до вірусу та полімеразна ланцюгова реакція (ПЛР) для виявлення РНК вірусу в харкотинні.

## Лікування
Переважно проводиться патогенетична терапія. Є дані про високу ефективність використання рибавірину при експериментальній метапневмовірусній інфекції у тварин, проте ніяких досліджень такої терапії людей не проводилося.

## Профілактика
Специфічна профілактика не розроблена. Неспецифічна профілактика передбачає такі ж саме заходи, що й при інших ГРВІ.